# Albert Monier
Albert Monier (* 3. Mai 1915 im Ortsteil Savignat der Gemeinde Chanterelle; † 21. Dezember 1998 in Paris) war ein französischer Fotograf.

## Leben
Albert Monier wuchs in einer Bauernfamilie im Département Cantal in der französischen Region Auvergne auf. 1934 kaufte er seinen ersten Fotoapparat und fotografierte vor allem Landschaften und die Landbevölkerung in natürlicher Umgebung. 
Nach einem Aufenthalt in Marokko kehrte er 1950 nach Paris zurück, wo er begann, seine Bilder als Postkarten mit Namenskürzel und Kurzbeschriftungen herauszugeben. Seine Fotos sind bis zu seinem Tod in Form von mehr als 80.000.000 Bildkarten und 100.000 Postern auf der ganzen Welt verkauft worden.   In seiner Heimatregion Auvergne, aber auch im ganzen übrigen Frankreich werden immer wieder Fotoausstellungen mit seinen Bildern veranstaltet. Albert Monier liegt in der Normandie begraben.